# Ise, Nigeria
Ise este un oraș din Nigeria.